# Bartrès
Bartrès är en kommun i departementet Hautes-Pyrénées i regionen Occitanien i sydvästra Frankrike. Kommunen ligger i kantonen Lourdes-Ouest som tillhör arrondissementet Argelès-Gazost. År 2022 hade Bartrès 510 invånare.

## Befolkningsutveckling
Antalet invånare i kommunen Bartrès
| Referens: INSEE |